# بدر الدين دياب
بدر الدين دياب (1905- 1974 م) رجل أعمال وصناعي سوري من دمشق، أحد مؤسسي الشركة الخماسية، ورئيس مجلس إدارتها منذ سنة 1946 وحتى صدور قرار تأميمها ونقل ملكيتها إلى الدولة السورية في زمن الوحدة مع مصر سنة 1961.

## سيرته
ولد بدر الدين بن أحمد بن عبده دياب في دمشق، عام 1905. وهو ابن تاجر الأقمشة الحاج "أحمد دياب"، أحد أعيان سوق مدحت باشا. عمل مع شقيقه الأكبر "أمين دياب" في تأسيس معمل للجوخ واستيراد البضائع من اليابان وتصدير الأقمشة إلى فلسطين. عُيّن مديرًا لحسابات الشركة العائلية قبل أن يدخل شريكًا مع أشقائه ويصبح اسم المؤسسة "دياب إخوان". توسعت أعمال الأسرة، فدخل الإخوة دياب شركاء في معمل للكبريت بمنطقة القابون، وفي الشركة الخماسية عند تأسيسها سنة 1946.

## الشركة الخماسية
أُشهرت الخماسية بمرسوم جمهوري في 9 كانون الثاني 1946 وحُدد رأس مالها بعشرة ملايين ليرة سورية. انتُخب دياب رئيسًا لمجلس الإدارة، وفي عهده حققت الشركة نجاحًا اقتصاديًّا باهرًا، وباتت من أشهر وأكبر المنشآت الصناعية في الوطن العربي، إلى أن صدر قرار من الرئيس جمال عبد الناصر في زمن الوحدة السورية المصرية بمصادرتها، ونقل ملكيتها إلى الدولة السورية في تموز 1961، عملًا بقانون التأميم.

## اعتقاله
اعتقل بدر الدين دياب مع رفاقه في الخماسية في 28 آذار 1962، إبان الانقلاب العسكري الذي قاده عبد الكريم النحلاوي ضد رئيس الجمهورية ناظم القدسي، لكن ضباط الجيش تمردوا على انقلاب "النحلاوي" وأمروا بنفيه خارج البلاد، مع إطلاق سراح كل المعتقلين – ومنهم شركاء الخماسية – في مطلع شهر نيسان.
فور خروجه من السجن سافر بدر الدين دياب إلى بيروت ومكث فيها عشر سنوات، ثم عاد إلى دمشق.

## وفاته
توفي بدر الدين دياب بدمشق، في فبراير (شُباط) 1974، عن عمر ناهز 69 عامًا.